# Libinia emarginata
Libinia emarginata är en kräftdjursart som beskrevs av Leach 1815. Libinia emarginata ingår i släktet Libinia och familjen Pisidae. Inga underarter finns listade i Catalogue of Life.

## Bildgalleri

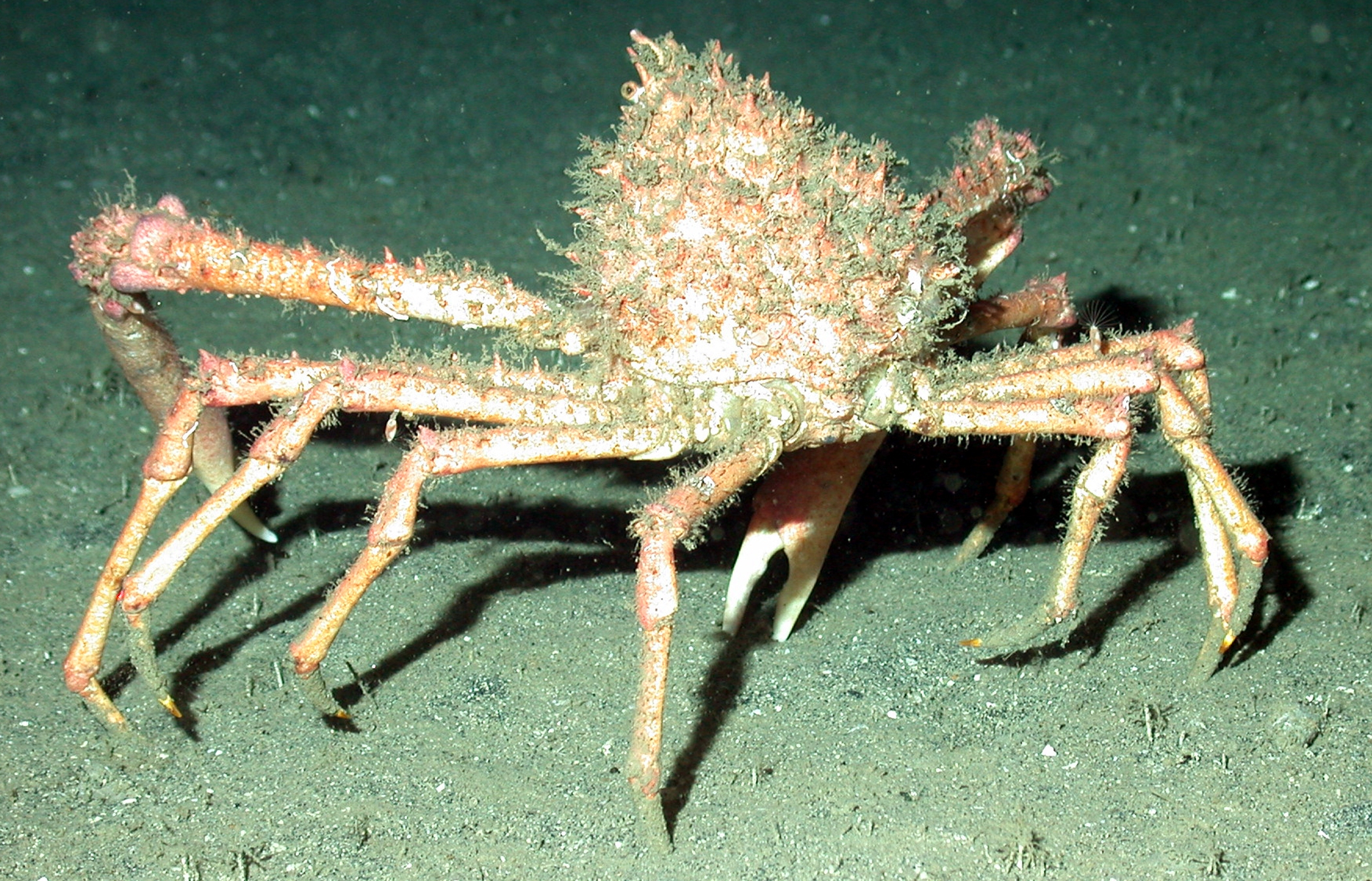